# یاسین اسماعیل
یاسین اسماعیل (انگلیسی: Yasseen Ismail؛ زادهٔ ۱۲ اوت ۱۹۸۰) بازیکن بسکتبال سومالیایی‌تبار اهل قطر است.
وی در مسابقات کشوری و بین‌المللی در مجموع برندهٔ ۲ مدال طلا، ۱ مدال نقره شده‌است.